# Sydne Rome
 (décembre 2021).
Si vous disposez d'ouvrages ou d'articles de référence ou si vous connaissez des sites web de qualité traitant du thème abordé ici, merci de compléter l'article en donnant les références utiles à sa vérifiabilité et en les liant à la section « Notes et références ».
Pour les articles homonymes, voir Rome (homonymie).
Sydne Rome est une actrice américaine, née le 17 mars 1951 à Akron (Ohio), ayant fait carrière dans le cinéma européen.

## Biographie
Fille d'un homme d'affaires de l'Ohio, Sydne Rome s'installe en Europe à la fin des années 1960. Elle tient son premier rôle au cinéma dans le film britannique Some Girls Do (1969) puis travaille régulièrement dans le cinéma italien. En 1972, elle tient le rôle principal du film Quoi ?, réalisé par Roman Polanski avec également Marcello Mastroianni. Deux ans plus tard, elle partage avec Alain Delon la vedette du film français La Race des seigneurs. Elle apparaît également dans des films et téléfilms allemands.
Dans les années 1980, elle contribue à la mode de l'aérobic en enregistrant diverses vidéos de ce type. Elle ouvre également une salle d'aérobic à Berlin en 1983. À la même époque, elle se produit comme chanteuse et, en 1980, enregistre en italien le single Angelo prepotente, qui existe également en versions anglaise et allemande.
En 2009 un grave accident de voiture la laisse défigurée.
Elle a une plus jeune sœur connue sous le pseudonyme de Julia Lyndon (née le 6 août 1957), qui a été playmate de Playboy ("Miss Août 1977").

## Filmographie

### Cinéma
- 1969 : Dieu pardonne, elles jamais ! (Some Girls Do)  de Ralph Thomas : Flicky
- 1969 : Mort ou vif... de préférence mort (Vivi o preferibilmente morti) de Duccio Tessari : Rossella Scott
- 1970 : La ragazza di latta de Marcello Aliprandi : la fille en étain
- 1970 : Ciao Gulliver de Carlo Tuzii : Gloria
- 1972 : Trinita tire et dit amen (Così sia) d'Alfio Caltabiano : Dorothy
- 1972 : Une vie sans importance ou La Collégienne pervertie (Un doppio a metà ou Le ultime ore di una vergine) de Gianfranco Piccioli : Laura
- 1972 : Quoi ? (Che?) de Roman Polanski : Nancy
- 1973 : Le Baiser (Reigen) d'Otto Schenk : Maria
- 1973 : Mamma mia è arrivato così sia
- 1974 : La sculacciata de Pasquale Festa Campanile : Elena
- 1974 : La Race des seigneurs de Pierre Granier-Deferre : Creezy
- 1976 : Par ici la bonne soupe (Umarmungen und andere Sachen) de Jochen Richter : Jennifer
- 1975 : L'assassino è costretto ad uccidere ancora de Luigi Cozzi :
- 1975 : Ordre de tuer (El clan de los inmorales) de José Gutierrez Maesso : Anne
- 1975 : Il faut vivre dangereusement de Claude Makovski : Lorraine
- 1975 : La Baby-Sitter de René Clément : Ann
- 1975 : Le Veinard (That Lucky Touch) de Christopher Miles : Sophie
- 1976 : Sexycon (40 gradi all'ombra del lenzuolo), segment Vue imprenable de Sergio Martino : Marcella Fosne
- 1976 : Folies bourgeoises de Claude Chabrol : Nathalie
- 1977 : Qui sera tué demain (Il mostro) de Luigi Zampa : Dina
- 1977 : Moi, fleur bleue d'Éric Le Hung : Sophie Tristan « Blé des champs »
- 1979 : C'est mon gigolo (Schöner Gigolo, armer Gigolo) de David Hemmings : Cilly
- 1980 : L'Homme puma (L'uomo puma) d'Alberto De Martino : Jane Dobson
- 1980 : El monstruo d'Amaro Carretero et Vicente Rodriguez (court-métrage)
- 1980 : Los Locos vecinos del 2º de Juan Bosch Palau
- 1981 : Looping (de) de Walter Bockmayer et Rolf Bührmann : Tanja
- 1982 : Les Cloches rouges, 1re partie : le Mexique en flammes (Красные колокола. Фильм 1. Мексика в огне) de Sergueï Bondartchouk : Louise Bryant
- 1982 : Les Cloches rouges, 2e partie : J'ai vu naître un nouveau monde (Красные колокола. Фильм 2. Я видел рождение нового мира) de Sergueï Bondartchouk : Louise Bryant
- 1983 : Arrivano i miei de Nini Salerno : Flora
- 1983 : Les Cloches rouges 2 (Красные колокола. Фильм 2. Я видел рождение нового мира) de Sergueï Bondartchouk : Louise Bryant
- 1986 : Romanza final (Gayarre) de José Maria Forqué : Alicia
- 1999 : Tierra de cañones d'Antoni Ribas : Miss Margaret
- 2007 : Il nascondiglio de Pupi Avati : Mrs Wittenmeyer
- 2010 : Il figlio più piccolo de Pupi Avati : Sheyla
- 2011 : Le Grand Cœur des femmes (Il cuore grande delle ragazze) de Pupi Avati : Enrichetta
- 2017 : Birthday d'Alberto Viavattene (court-métrage) : la vieille femme
- 2023 : The Palace de Roman Polanski : Madame Robinson
- 2023 : La quattordicesima domenica del tempo ordinario de Pupi Avati : la mère de Sandra

### Télévision
- 1980 : A tutto gag (série télévisée) : animatrice / elle-même
- 1984 : Quo vadiz ? (série télévisée)
- 1990 : Il Colore della vittoria de Vittorio de Sisti (téléfilm) : Maria Rosa Ciccone
- 1990 : Édouard et ses filles de Michel Lang (série télévisée) : Barbara
- 1991 : Die Hütte am See (série télévisée) : Vroni
- 1994 : Tödliches Netz de Vivian Naefe (téléfilm) : Karin Jensen
- 1994 : In the Heat of the Night, épisode Who Was Geli Bendl? de Larry Hagman (série télévisée) : Geli Bendl alias Gilda Burrows
- 1996 : Beckmann und Markowski - Im Zwiespalt der Gefühle de Kai Wessel (téléfilm) : Jensen
- 2000 : Padre Pio - Tra cielo e terra de Giulio Base (téléfilm) :
- 2001 : Angelo il custode (série télévisée)
- 2001 : Lourdes de Lodovico Gasparini (téléfilm) : sœur Marie-Thérèse
- 2001-2020 : Un sacré détective (Don Matteo) (série télévisée) : Susi Dallara / Marisa Morante
- 2002 : Jean XXIII: Le pape du peuple (Papa Giovanni - Ioannes XXIII) de Giorgio Capitani (téléfilm) : Rada Krusciova
- 2003 : Soraya de Lodovico Gasparini (téléfilm) : Furoug
- 2004 : Rita da Cascia de Giorgio Capitani (mini-série) : Amata Lotti
- 2005 : Edda de Giorgio Capitani (téléfilm) : Carolina Ciano
- 2005 : San Pietro de Giulio Base (téléfilm) : Fulvia
- 2005 : Callas et Onassis (Callas e Onassis) de Giorgio Capitani (téléfilm) : Elsa
- 2009 : Enrico Mattei : l'uomo che guardava al futuro de Giorgio Capitani (téléfilm) : Claire Booth Luce
- 2013 : Anna Karénine (Anna Karenina) de Christian Duguay (mini série télévisée) : Princesse Stcherbatskï